# Накамура Каме
Каме Накамура (яп. 仲村カメ; 8 березня 1898 Японія — 12 вересня 2012, Префектура Окінава, Японія) — японська супердовгожителька, вік якої було підтверджено Групою геронтологічних досліджень (GRG). На момент своєї смерті була четвертою найстарішою людиною в Японії і шостою найстарішою людиною у світі. Вона також була найстарішою жителькою префектури Окінава. Померла у віці 114 років, 188 днів.

## Життєпис
Каме Накамура народилася 8 березня 1898 року в Японії. Накамура прожила 114 років, 188 днів і померла 12 вересня 2012 року в префектурі Окінава, Японія.